# Botowo (Białoruś)
Botowo (biał. Ботава; ros. Ботово) – wieś na Białorusi, w obwodzie brzeskim, w rejonie pińskim, w sielsowiecie Nowy Dwór, nad Jeziorem Pohost.
W dwudziestoleciu międzywojennym leżało w Polsce, w województwie poleskim, w powiecie pińskim, w gminie Pohost Zahorodzki. Po II wojnie światowej w granicach Związku Sowieckiego. Od 1991 w niepodległej Białorusi.